# John Buehler
John Buehler, geboren als Johann Bühler (* 19. August 1831 in Dornhan, Württemberg; † 8. Mai 1899 in Chicago, Illinois), war ein amerikanischer Bankier deutscher Herkunft. Er war Direktor der Staatsbank in Chicago sowie Senator des Staates Illinois.

## Leben
John Buehler wurde am 19. August 1831 in Dornhan als Sohn eines Webers geboren. In Fluorn absolvierte er eine Ausbildung zum Schuhmacher. Anschließend war er in der Schweiz beruflich tätig. 
Um 1853/54 wanderte er nach Amerika aus. Über New York und Philadelphia kam er im April 1855 nach Chicago. Dort war er als Angestellter in einem Schuhgeschäft tätig, welches er später dann auch übernahm. Im Anschluss daran war er als Wirt und Lebensmittelhändler tätig, bevor er in das Brauereigeschäft und den Getreidehandel einstieg. Anfang der 1870er Jahre gründete er schließlich zusammen mit anderen Teilhabern eine Bank, die sich zu einer der angesehensten Kreditinstitute Chicagos entwickelte. In dieser Zeit war er zudem als Immobilienspekulant tätig.
Bühler machte sich auch durch verschiedene Schenkungen und Darlehen für Infrastrukturprojekte und im sozialen Bereich in seiner Heimatstadt Dornhan verdient. So konnten durch seine Zuwendungen unter anderem eine Wasserversorgung, die Errichtung einer Realschule (heute John-Bühler-Realschule Dornhan) sowie die Reduzierung der Armut im Ort realisiert werden.
Am 8. Mai 1899 verstarb John Buehler in Chicago nach längerer Krankheit an Krebs.

## Politik
Buehler wurde zeitlebens zweimal in den Stadtrat von Chicago gewählt.

## Ehrungen
1889 wurde er von der Stadt Dornhan zum Ehrenbürger ernannt.